# وی‌بی‌ای۳۲

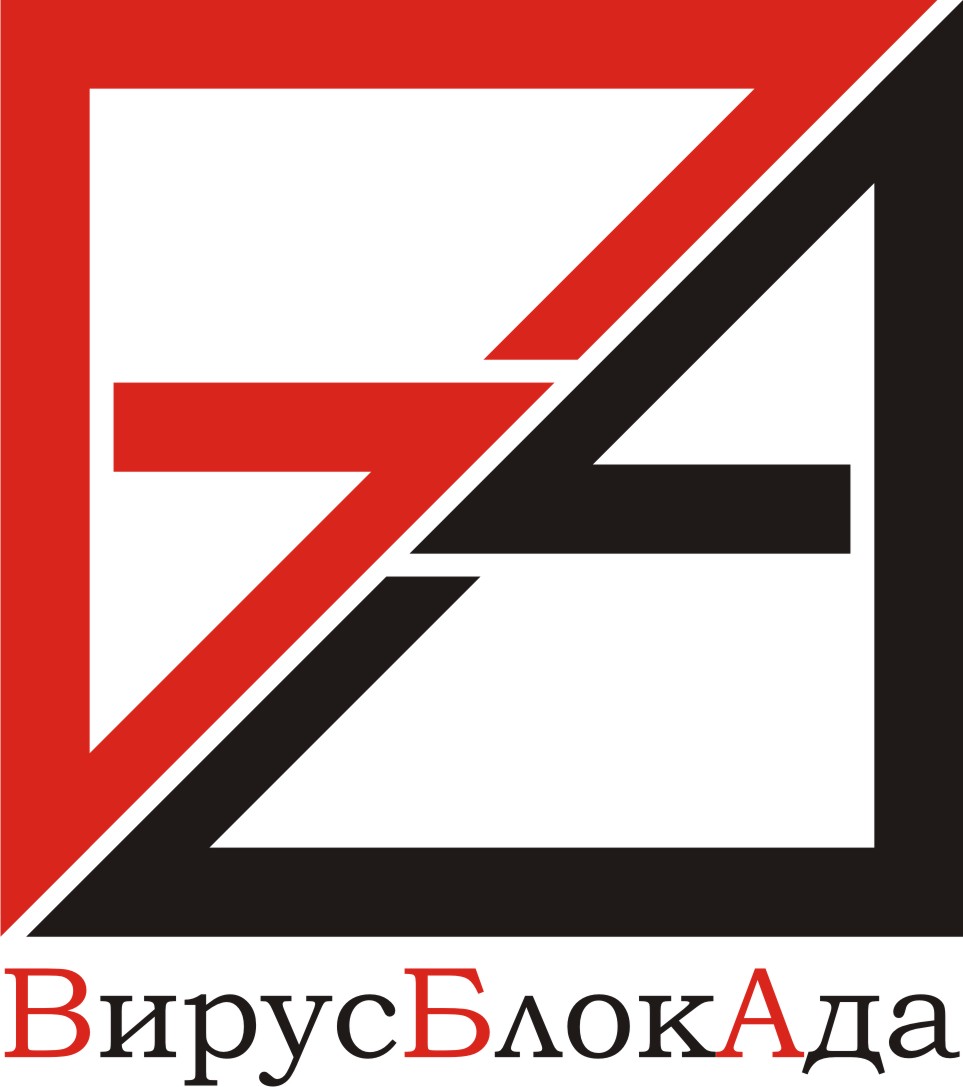
لوگوی نرم افزار وی‌بی‌ای۳۲

ضدویروس وی‌بی‌ای۳۲ (به انگلیسی: Vba32 AntiVirus) نرم‌افزار ضدویروسی از شرکت بلاروسی VirusBlokAda است.
این ضدویروس بر روی سیستم‌عامل ویندوز اجرا می‌شود و علاوه بر ویروسها، توانایی شناسایی و نابودسازی کرم‌های رایانه‌ای، تروجان‌ها، بکدورها، آگهی افزارها و جاسوس افزارها را دارد.
وی‌بی‌ای۳۲ از جمله نرم‌افزارهای ضدویروسی است که در وب‌گاه ویروس توتال برای شناسایی بدافزارها به‌کار می‌رود.

## ویژگی‌ها
برخی از ویژگی‌های این ضدویروس عبارتست از:
- اسکن رایانه به صورت اختیاری یا زمان بندی شده
- سامانه به‌روز رسانی خودکار
- افزونه ویندوز اکسپلورر جهت اسکن فایل‌ها از طریق کلیک راست
- ایمیل فیلتر  برای اسکن کردن ایمیل‌های دریافتی توسط نرم‌افزارهای دریافت ایمیل
- اسکریپت فیلتر برای محافظت کاربران در برابر اجرا نفوذ اسکریپت‌های آلوده به داخل سیستم آنها از طریق اینترنت اکسپلورر یا اوت‌لوک اکسپرس
- اسکن فایل‌های فشرده‌شده
- استفاده از فناوری تحلیل اکتشافی برای شناسایی نرم‌افزارهای مخرب ناشناخته.[۲]
- از این آنتی ویروس به عنوان اولین آنتی ویروس شناسایی کننده ی ویروس استاکس نت یاد می شود.